# Ernst Günther Bleisch
Ernst Günther Bleisch (geboren am 14. Januar 1914 in Breslau; gestorben am 24. September  2003 in München) war ein deutscher Schriftsteller, Journalist und Rundfunkredakteur.

## Leben
Nach seiner Schulzeit am Breslauer Elisabethan wurde Bleisch zunächst Buchhändler, danach Soldat im Zweiten Weltkrieg. Zusammen mit seiner Mutter kam er 1945 als Heimatvertriebener nach Bayern in den kleinen Ort Steinmühle bei Mitterteich im Oberpfälzer Stiftland. Im Oktober 1946 zogen die beiden dann nach München, wo Bleisch den Rest seines Lebens verbrachte. Er arbeitete dort ab 1947 als freier Schriftsteller, Journalist beim Münchner Merkur und als Autor für den Bayerischen Rundfunk.
Bereits 1941 waren Gedichte von Bleisch in der schlesischen Anthologie Das neue Lied der Heimat erschienen. Der erste Gedichtband Traumjäger erschien 1954 und lässt die Wahlverwandtschaft mit Georg Britting erkennen. Heinz Piontek schrieb 1983 anlässlich der Gedichtsammlung Zeit ohne Uhr mit Texten aus den Jahren 1952 bis 1982: „Wer Bleischs Lyrik nur wenig oder überhaupt nicht kennt, wird überrascht sein, wenn ihm hier ein Dichter begegnet, der offenbar zu der aussterbenden Spielart der Poeten gehört. Die Sache des Poeten ist nicht das Strenge, Gesammelte, Kunstreiche, der hohe Gedankenflug, sondern Spiel, Musik, Farben, Träume.“ Einige seiner Gedichte wurden von Ernst August Voelkel und Fritz Jeßler vertont.
Als Mitarbeiter und später Redakteur des Bayerischen Rundfunks war Bleisch zudem Autor zahlreicher Hörspiele und Hörfolgen, darunter schon im Herbst 1948 das vom damaligen Radio München gesendete Lied aus Schlesien – Erinnerung an eine deutsche Landschaft.
1972 wurde er als Nachfolger des verstorbenen Florian Seidl Leiter des Münchner Seerosenkreises und ab 1978 erster Vorsitzender des Wangener Kreises. Außerdem war er Mitglied des Tukan-Kreises.
Sein Nachlass befindet sich in der Münchner Monacensia.

## Würdigungen
- 1956 Eichendorff-Literaturpreis des Wangener Kreises für Traumjäger (damals als Taugenichts-Reise-Stipendium vergeben)[3]
- 1961 Ehrengabe der Bayerischen Akademie der Schönen Künste
- 1963 Karl-von-Holtei-Medaille der Breslauer Sammlung Köln
- 1966 Förderpreis zum Andreas-Gryphius-Preis
- 1969 Schwabinger Kunstpreis
- 1977 Tukan-Preis
- 1985 Andreas-Gryphius-Preis
- 1989 Sonderpreis des Kulturpreises Schlesien des Landes Niedersachsen
- 1989 Ernst-Hoferichter-Preis
- 1990 Bundesverdienstkreuz am Bande
- 1992 Aufenthalt als Ehrengast in der Villa Massimo, Rom

Außerdem erhielt er einen Preis der Deutschen Schillerstiftung.

## Werke
- Traumjäger. Gedichte. 1954.
- Frostfeuer. Gedichte. München 1960.
- Georg Trakl. Genius der Deutschen. Biographie. 1964.
- Spiegelschrift. Gedichte. München 1965.
- Oboenghetto. Gedichte. München 1968.
- Carmina Ammen. Gedichte. 1973.
- Salzsuche. Gedichte. Dortmund 1975.
- Westöstliches Lamento. 1977.
- Zeit ohne Uhr. Gesammelte ausgewählte Gedichte 1952–1982. Gedichte. 1983.
- Begegnung an der Neiße. Erzählung. 1984.
- Der Mann mit der Wundertüte. Prosa. 1987.
- Die kleinen Irritationen. 1989.
- Das ungeliebte Paradies. Gedichte aus der Villa Massimo. 1993.
- Das verwilderte Herz. Gedichte. 2000.
- Anfällig für Romanzen. Gedichte. Freiburg i. Br. 2002.

Herausgeber:
- Heitere Leute von der Neiße. Schmunzelgeschichte aus Schlesien 1958. Neuausgabe Landshut 2008, ISBN 978-3-7612-0315-6.
- Zauber Schlesiens. Schlesische Meistererzählungen. 1959.